# Wilhelm-Galerie
De Wilhelm-Galerie is een winkelcentrum in het in het stadscentrum van Ludwigsburg in de Duitse deelstaat Baden-Württemberg. Het complex beslaat het bouwblok gelegen tussen de Körnerstraße aan de oostzijde, de Wilhelmstraße aan de zuidzijde, de Hospitalstraße aan de westzijde en de Asperger straße aan de noordzijde.
Het solide gebouw van drie verdiepingen is gedeeltelijk opgetrokken uit zandsteen. De hoeken van het complex zijn voorzien van risalieten. Het winkelcentrum heeft een gekromde hoofdwinkelpassage die een verbinding vormt tussen de Wilhelmstraße en de Asperger Straße. Tevens is er een neveningang aan de Körnerstraße. De winkelpassage is voorzien van een grote lichtstraat voor daglichttoetreding.
Het winkelcentrum, dat werd geopend in september 2007,  heeft een oppervlakte van circa 19.000 m² verdeeld over twee verdiepingen en biedt plaats aan circa 35 winkels.. Het complex beschikt over een parkeergarage met 300 parkeerplaatsen.
Met de opening van het venieuwde Marstall, een paar honderd meter verderop, gingen de bezoekersaantallen achteruit.
Eind 2017 werd het centrum gemoderniseerd omdat er steeds meer winkels wegtrokken. Ankerhuuders zijn C&A, drogisterijketen Müller en supermarkt Rewe.
Het complex werd ontwikkeld door Hochtief Projektentwicklung voor circa 50 miljoen euro, die het complex verkocht aan Hannover Leasing. Het centrum wordt beheerd door Multi.